# Humphrey de Bohun, III conde de Hereford
Humphrey VI de Bohun (c. 1249-31 de diciembre de 1298), III conde de Hereford y II conde de Essex, fue un noble y militar inglés, conocido principalmente por su oposición a Eduardo I de Inglaterra en la Confirmatio Cartarum. Participó activamente en las Guerras Galesas y mantuvo durante años un enfrentamiento personal con el conde de Gloucester. Su padre, Humphrey V de Bohun, luchó en el bando rebelde durante la segunda guerra de los Barones. Al morir su padre antes que su abuelo, Humphrey VI se convirtió en heredero de su abuelo Humphrey IV. A la muerte de este en 1275, Humphrey (VI) heredó los condados de Hereford y Essex. Heredó igualmente extensas posesiones en las Marcas Galesas de su madre, Eleanor de Braose.
Bohun pasó la mayor parte de sus inicios reconquistando los territorios gales ocupados por Llywelyn ap Gruffudd durante la guerra galesa en Inglaterra, misión completada a través de la intervención de Eduardo I en 1277. Hereford volvió a combatir en Gales en 1282, 1283 y 1294-95. Durante esta época tuvo frecuentes enfrentamientos con otros lores de las Marcas, especialmente con Gilbert de Clare, conde de Gloucester, disputa que obligó a intervenir al propio rey. Los últimos años de Bohun estuvieron marcados por la oposición a la política fiscal de Eduardo I, en la que contó con el apoyo de Roger Bigod, conde de Norfolk. El enfrentamiento con el rey estuvo a punto de desembocar en una guerra civil, pero la situación de Escocia provocó que todos los esfuerzos se centraran allí. El rey firmó la Confirmatio Cartarum —una confirmación de la  Carta Magna— y Bohun y Bigod accedieron a servir en Falkirk. Bohun murió en 1298, y fue sucedido por su hijo, Humphrey de Bohun, IV conde de Hereford.

## Familia y herencia
Humphrey VI de Bohun descendía de una línea de aristócratas anglonormandos llegados a la isla durante la invasión de Guillermo el Conquistador. Su abuelo, Humphrey IV de Bohun, había formado parte de la facción rebelde encabezada por Simon de Montfort. Fue hecho prisionero en Lewes en mayo de 1264, pero recuperó el favor real tras la Batalla de Evesham al año siguiente. El hijo de Humphrey IV, Humphrey V de Bohun, permaneció leal a los barones durante toda la Guerra, y fue capturado en Evesham el 4 de agosto de 1265, falleciendo en octubre de ese año en el castillo de Beeston en Cheshire, por causa de las heridas sufridas en la batalla.
Humphrey V había sido excluido de la sucesión de su padre por su rebelión, pero cuando Humphrey IV murió en 1275, Humphrey VI heredó los condados de Hereford y Essex. Humphrey VI ya había servido como condestable de Inglaterra interino bajo Humphrey IV. Humphrey IV había reservado el Honor de Pleshey para su hijo menor Hnery, pero el resto de sus tierras fueron a parar a Humphrey VI. La herencia recibida por Humphrey VI además de tierras en Essex y Wiltshire de Humphrey IV —incluía importantes propiedades en las Marcas Galesas de su madre. Su madre Eleanor era hija y co-heredera de William de Braose y su esposa Eva Marshal, que era a su vez hija y co-heredera de William Marshal, conde de Pembroke, y regente de Henry III.
Como Humphrey VI contaba tan solo dieciséis años en el momento de la muerte de su padre, el patrimonio de Braose quedó bajo la custodia del rey hasta 1270. Parte de su herencia, el Señoría de Brecon fue entregado temporalmente al conde de Hertford. Humphrey recuperaría su Señorío en 1270, pero en aquel momento, las tierras habían sido ocupadas por el príncipe galés Llywelyn ap Gruffudd, que se había aprovechado del caos político en Inglaterra para extender su territorio hasta las Marcas.

## Guerras Galesas
Durante los siguientes años, Hereford estuvo dedicado a la reconquista de sus territorios de las Marcas, a través de campañas militares contra Llywelyn. Enrique III había fallecido en 1272, mientras que su hijo, el príncipe Eduardo se encontraba combatiendo en las Cruzadas y no regresaría a Inglaterra hasta 1274. Llywelyn se negó a prestar homenaje al nuevo rey, debido en parte a las acciones militares de Bohun y otros Lores de las Marcas, que Llywelyn consideraba como violaciones del Tratado de Montgomery. El 12 de noviembre de 1276, Hereford estuvo presente en la asamblea real donde se juzgó a Llewelyn, y en 1277, Eduardo I declaró la guerra al príncipe galés. El estallido de la rebelión en sus territorios de Brecon retrasó la participación de Hereford en la campaña, aunque se las apañó para suprimir la revuelta y recuperar tierras al oeste. Se unió entonces a la campaña real y sirvió en Anglesey antes de regresar a Brecon, donde recibió la sumisión de varios Señores Galeses. Tras el final de la campaña, el 2 de enero de 1278 recibió la protección de Eduardo para peregrinar a Santiago de Compostela en España.
En 1282 la guerra estalló nuevamente en Gales y esta vez el rey inglés no se limitó a lanzar una expedición punitiva, sino que organizó una guerra de conquista a gran escala. En un principio, el rey trató de utilizar mercenarios, pero los nobles insistieron en utilizar los ejércitos feudales. Para hombres como Hereford, esto era preferible, ya que, como señor feudal, si participaba en la guerra obtendría botín y derechos a las tierras conquistadas. Al final, aunque los condes ganaran, ningún recibía pagos por su labor. Hereford valoraba su autoridad como condestable de Inglaterra y protestó vigorosamente ante el nombramiento de Gilbert de Clare, conde de Gloucester como comandante de las fuerzas en Gales del Sur. Sin embargo, después de la guerra, ni Hereford ni Gloucester recibieron cantidades significativas de territorio. Hereford combatió nuevamente en Gales para suprimir la rebelión de 1294-1295 antes de unirse a las tropas del rey en el norte.

## Guerra privada en las Marcas

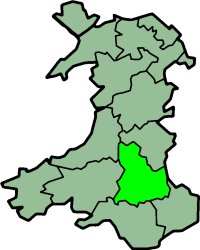
Condado histórico de Brecknockshire, que se corresponde con el señorío de Brecon, propiedad de Hereford.

En paralelo a las guerras galesas, Hereford mantuvo constantes luchas contra otros nobles de las Marcas en defensa de sus derechos a ciertas posesiones. En 1284, Eduardo I concedió a John Giffard los Hundred de Iscennen en Carmarthenshire. Hereford consideraba que esas tierras eran propiedad suya por derecho de conquista e inició una campaña contra Giffard, pero el rey se puso del bando de este último. También mantuvo disputas con el conde de Gloucester. Como antiguo guarda de Gloucester, Hereford debía recomprar su derecho al matrimonio, pero Gloucester afirmaba que aún no había recibido el importe íntegro. También guardaba cierto resentimiento a Gloucester por haber tenido que ponerse a sus órdenes en la campaña de 1282-83. Esto llegó a su punto álgido cuando Gloucester inició la construcción de un castillo en Morlais, en tierras que Hereford consideraba suyas. En 1286 la corona ordenó a Gloucester la interrupción de las obras, pero no consiguió nada.
Se había establecido la costumbre entre los lores de las Marcas el resolver conflicto a través de la guerra. El problema de Hereford era su posición relativamente débil en las Marcas, y ahora tenía que luchar en dos frentes. Decidió presentar la cuestión ante el rey, rompiendo la tradición. Eduardo ordenó a Gloucester que depusiera su actitud, pero Gloucester ignoró la orden e inició ataques contra las tierras de Hereford. Las hostilidades continuaron y Hereford respondió, hasta que ambos condes fueron arrestados y llevados a presencia del rey. La ofensa no era la guerra privada, sino el hecho de que los condes habían desobedecido las órdenes reales de cesar. En el parlamento de enero de 1292, Gloucester fue multado con 10 000 marcos y Hereford con 1.000. Además, la liberty de Glamorgan, propiedad de Gloucester, fue confiscada por la corona, al igual que Brecon.
Finalmente, las multas no llegaron a pagarse y las tierras fueron devueltas a sus dueños poco después. Eduardo, por su parte, había comprobado que tras la conquista de Gales, la posición de los Barones de las Marcas era menos vital para la corona y que se podía recortar las libertades de las que gozaban. Esto permitió a Eduardo afirmar el poder de la corona y extenderlo a las Marcas de Gales.

## Oposición a Eduardo I
En 1294, el rey francés anunció la confiscación del ducado de Aquitania, lo que provocó el estallido de la guerra entre Francia e Inglaterra. Eduardo I inició la búsqueda de aliados entre otros príncipes del continente y preparó una invasión. Cuando en el parlamento de Salisbury en marzo de 1297 solicitó el servicio militar de sus condes, Roger Bigod, conde de Norfolk, se negó en calidad de mariscal de Inglaterra. El argumento de Bigod era que los súbditos del rey no estaban obligados a servir en el extranjero si no era en compañía del rey, mientras Eduardo insistía en dirigir sus tropas al condado de Flandes y enviar sus condes a Gascuña.
Durante la celebración del Parlamento, Hereford se encontraba acompañando a dos de las hijas del rey en un viaje a Brabante, y no pudo asistir. A su regreso, como condestable de Inglaterra, apoyó a Bigod en su decisión de oponerse al rey. A ellos se unieron los condes de Arundel y Warwick. Los principales motivos para esta desafiante maniobra eran los elevados impuestos causados por las campañas de Eduardo en Gales, Francia y Escocia. A los opositores se les unió también el Arzobispo de Canterbury Robert Winchelsey, descontento por la actitud del rey hacia la iglesia en el tema de impuestos. Bohun y Bigod se presentaron en persona en el Exchequer para protestar por un impuesto que no contaba con el consenso del reino. En la postura de Hereford pesaban, además, elementos personales tras la humillación sufrida en su disputa con el conde de Gloucester en las Marcas. En una reunión mantenida a las afueras de Londres, Bohun pronunció un apasionado discurso censurando el abuso de poder del rey y exigiendo la restauración de las antiguas libertades. Las quejas fueron reunidas en un documento conocido como Remonstrances.
Ninguno de los bandos estaba dispuesto a ceder, y la nación parecía encontrarse al borde de otra guerra civil. Cuando el conflicto estaba llegando al límite, acontecimientos externos contribuyeron a enfriar los ánimos. En septiembre de 1297, los ingleses sufrieron una gran derrota a mano de los escoceses en la batalla de Stirling Bridge. La victoria escocesa dejaba el norte de Inglaterra indefenso ante los ataques de William Wallace. La guerra con Escocia recibió un apoyo por parte de la nobleza inglesa mucho mayor del que había gozado la guerra con Francia. Eduardo abandonó su campaña en el continente y negoció una tregua con el rey francés. Accedió a confirmar la Carta Magna en el documento conocido como Confirmatio Cartarum. Los condes accedieron a luchar con el rey en Escocia y Hereford formaba parte del ejército inglés que logró la decisiva victoria de Falkirk en 1298. Hereford, no satisfecho con la confirmación de la Carta Magna, se retiró tras la batalla, forzando al rey a abandonar la campaña.

## Muerte y descendencia

Escudo de armas de Bohun.

En 1275, Bohun contrajo matrimonio con Maud de Fiennes, hija de Enguerrand de Fiennes y de su segunda esposa Isabel, pariente de la reina Leonor de Provenza. Su esposa falleció antes que él y fue enterrada en el Priorato de Walden en Essex. El conde murió en Pleshey el 31 de diciembre de 1298 y fue enterrado en Walden junto a su esposa. Tuvieron un hijo, también llamado Humphrey, nacido en torno a 1276 y que tomó posesión de las tierras y títulos de su padre el 16 de febrero de 1299, incluyendo el de condestable de Inglaterra.

## Más información
- Le Melletier, Jean (1978). Les Seigneurs de Bohon: Illustre Famille Anglo-Normande Originaire du Contentin. Coutances: Imprint Arnaud-Bel. pp. 32-4.
- Jones, G. (1984). The Bohun Earls of Hereford and Essex, 1270-1322. Oxford M.Litt. thesis.

- Datos: Q525813